# 伊諾華
伊諾華國際股份有限公司為一家總部設於臺灣彰化縣彰化市的輪胎製造商，工廠設在中國江蘇省、安徽省、廣州市等地，主要產品有機車、速克達、自行車、嬰兒車、輪椅、農業、工業用小型輪胎等。該公司的平湖廠與日本井上橡膠工業具有技術合作關係。

## 分公司與工廠
- 總公司：臺灣彰化縣彰化市平和里精誠路23號。
- 平湖廠：中國浙江省平湖市當湖街道城北路399號。
- 廣州廠：中國廣州市番禺區南村鎮羅邊村市新路27號。
- 蚌埠廠：中國安徽省蚌埠市固鎮縣固鎮經濟開發區威武路。
- 廣州福樺橡膠製品有限公司。
- 鎮江華旺輪胎有限公司。

## 公司沿革
伊諾華之前身為設於彰化縣社頭鄉之耐地達企業公司，後者於2000年3月停業。1995年前往中國浙江平湖投資設廠，與日本井上橡膠工業技術合作，主要生產機車、速克達、自行車、嬰兒車、輪椅與工業用輪胎，以及各式內胎等項目。1998年獲得ISO 9002品管標準認證，2003年再獲得ISO 9001品管標準認證。
2008年1月14日該公司與香港高豐有限公司共同出資，於安徽蚌埠的固鎮經濟開發區設立蚌埠伊諾華橡膠輪胎有限公司。

## 外部連結
- （英文）伊諾華官方網站 （页面存档备份，存于）
- 伊諾華橡膠（平湖）有限公司